# República Ligur
La república Ligur fue una «república hermana», un estado satélite de la Primera República Francesa. Fue proclamada el 14 de junio de 1797 y persistió hasta junio de 1805, salvo un breve periodo desde mayo al 24 de junio de 1800.
Volvió a ser proclamada, esta vez como república de Génova, el 28 de abril de 1814 y duró hasta diciembre del mismo año.

## Historia
En junio de 1798, los gobernantes de la república de Liguria llevaron al pueblo a la guerra contra el Piamonte después de que los exiliados intentaron formar un levantamiento. Los franceses finalmente interfirieron en la guerra, lo que resultó en la ocupación francesa de Piamonte.
En 1800, la república de Liguria fue rodeada por el ejército austríaco y la flota británica. Se estima que 30 000 bajas resultaron de los conflictos, y se tuvo que confiar en el ejército francés para la restauración económica. Finalmente, los líderes de Liguria se colocaron a los pies de Napoleón, pidiéndole que tomara el control directo. El aceptó.
En junio de 1805, el área fue anexada directamente por Francia como los departamentos de los Apeninos, Genes y Montenotte. Después de la caída de Napoleón en 1814, la república fue restaurada brevemente entre el 28 de abril y el 28 de julio. Después del Congreso de Viena, se le otorgó al reino de Cerdeña y se anexó el 3 de enero de 1815.

## Bandera
La república Ligur utilizó la tradicional bandera genovesa, blanca con la cruz de San Jorge en rojo. No se menciona esta bandera en la constitución del 2 de diciembre de 1798, pero sí en la Constitución del 26 de junio de 1802, donde además se la califica de "antigua bandera". Vuelve a aparecer en la legislación del 28 de julio de 1814.